# Karl Kowalczewski
Karl P. Kowalczewski (ur. 31 grudnia 1867 w Czerniejewie, zm. 1927) – niemiecki rzeźbiarz pochodzący z Wielkopolski.

## Życiorys

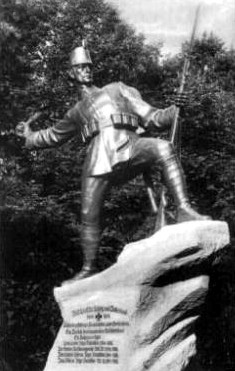
Karl Kowalczewski, Pomnik poległych strzelców gwardii na Bassinplatz, Poczdam, 1923

Studiował w Akademii Sztuk Pięknych w Berlinie (Akademie der Künste) pod kierunkiem Ludwiga Manzla, po ukończeniu nauki pozostał na stałe w stolicy Niemiec. Tworzył rzeźby dekoracyjne, pomniki i popiersia, ponadto zajmował się medalierstwem. W 1909 został odznaczony prestiżową nagrodą akademicką „Rompreis”. Do dorobku artystycznego Karla Kowalczewskiego należy zaliczyć ok. sto portretów medalierskich i sześć plakiet w gipsie. Jednym z najbardziej znanych jego dzieł był odsłonięty 24 czerwca 1923 Pomnik poległych strzelców gwardii na Bassinplatz, największym placu Poczdamu, po wojnie przeniesiony do koszar w Geltow, Schwielowsee.
Bratem artysty był Paul Ludwig Kowalczewski (1865–1910), również rzeźbiarz. Ich siostra Dorota była żoną nadburmistrza Wrocławia, Paula Mattinga.

## Wybrana twórczość
- Gladiator (rzeźba, 1905),
- Zamyślona dziewczyna (rzeźba, 1906),
- Rybak (1906), (rzeźba)
- Fontanna Kupffanderów w Bydgoszczy (1908)
- Pomnik poświęcony poległym w 1914–1918 w Stargardzie (1924)
- Portret Ulricha von Wilamowitza-Moellendorffa.